# 异亚硝基
异亚硝基（英語：Isonitroso），即肟基，是化学式为＝N－OH的基团。根据IUPAC的金皮书文件，“异亚硝基”属于已被淘汰的命名方式。
之所以称为“异亚硝基”，是因为含有亚硝基（－N＝O）与－CR2H 基相连的化合物，很容易发生互变异构而转变为含有＝N－OH的相应肟类化合物。